# Мегуреле (комуна)
Мегуреле (рум. Măgurele) — комуна у повіті Прахова в Румунії. До складу комуни входять такі села (дані про населення за 2002 рік):
- Коада-Малулуй (826 осіб)
- Мегуреле (3411 осіб) — адміністративний центр комуни
- Язу (652 особи)

Комуна розташована на відстані 74 км на північ від Бухареста, 18 км на північ від Плоєшті, 69 км на південний схід від Брашова.

## Населення
За даними перепису населення 2002 року у комуні проживали 4889 осіб.
Національний склад населення комуни:
| Національність | Кількість осіб | Відсоток |
| -------------- | -------------- | -------- |
| румуни         | 4805           | 98,3%    |
| цигани         | 79             | 1,6%     |
| українці       | 4              | 0,1%     |
| угорці         | 1              | < 0,1%   |

Рідною мовою назвали:
| Мова       | Кількість осіб | Відсоток |
| ---------- | -------------- | -------- |
| румунська  | 4869           | 99,6%    |
| циганська  | 15             | 0,3%     |
| українська | 4              | 0,1%     |
| угорська   | 1              | < 0,1%   |

Склад населення комуни за віросповіданням:
| Релігія        | Кількість осіб | Відсоток |
| -------------- | -------------- | -------- |
| православні    | 4788           | 97,9%    |
| бретрени       | 54             | 1,1%     |
| адвентисти     | 19             | 0,4%     |
| п'ятдесятники  | 14             | 0,3%     |
| баптисти       | 6              | 0,1%     |
| реформати      | 5              | 0,1%     |
| греко-католики | 1              | < 0,1%   |
| лютерани       | 1              | < 0,1%   |